# Kecskemét
Kecskemét (prononciation [ˈkɛtʃkɛˌmeːt]) est une ville de Hongrie, la 8ème plus peuplée du pays.

## Géographie
Kecskemét se trouve à 85 km au sud-est de Budapest, à mi-chemin entre la capitale et la ville de Szeged et à une distance presque égale des deux grands cœurs d'eau du pays, le Danube et la Tisza. 
C'est le centre septentrional de la région de la Grande Plaine du Sud hongroise (comprenant les trois comitats de Bács-Kiskun, Békés et Csongrád-Csanád) ; le centre méridional est Szeged, le siège du comitat de Csongrád-Csanád.

## Population
Recensements ou estimations de la population :
| 1870   | 1880   | 1890   | 1900   | 1910   |
| ------ | ------ | ------ | ------ | ------ |
| 32 830 | 35 122 | 38 439 | 46 059 | 52 270 |

| 1920   | 1930   | 1941   | 1949   | 1960   |
| ------ | ------ | ------ | ------ | ------ |
| 55 153 | 58 169 | 63 256 | 61 730 | 71 226 |

| 1970   | 1980   | 1990    | 2001    | 2011    |
| ------ | ------ | ------- | ------- | ------- |
| 82 545 | 96 882 | 102 516 | 107 665 | 113 275 |

| 2023    | 2024    | - | - | - |
| ------- | ------- | - | - | - |
| 109 731 | 109 450 | - | - | - |

## Industrie
Le constructeur automobile allemand Daimler y a ouvert une usine en 2012 et y assemble des voitures de la Classe B. Sa filiale hongroise Mercedes-Benz Manufacturing Hungary y a produit 109 266 véhicules en 2013 et emploie 3 350 salariés.

## Transports

### Transport routier

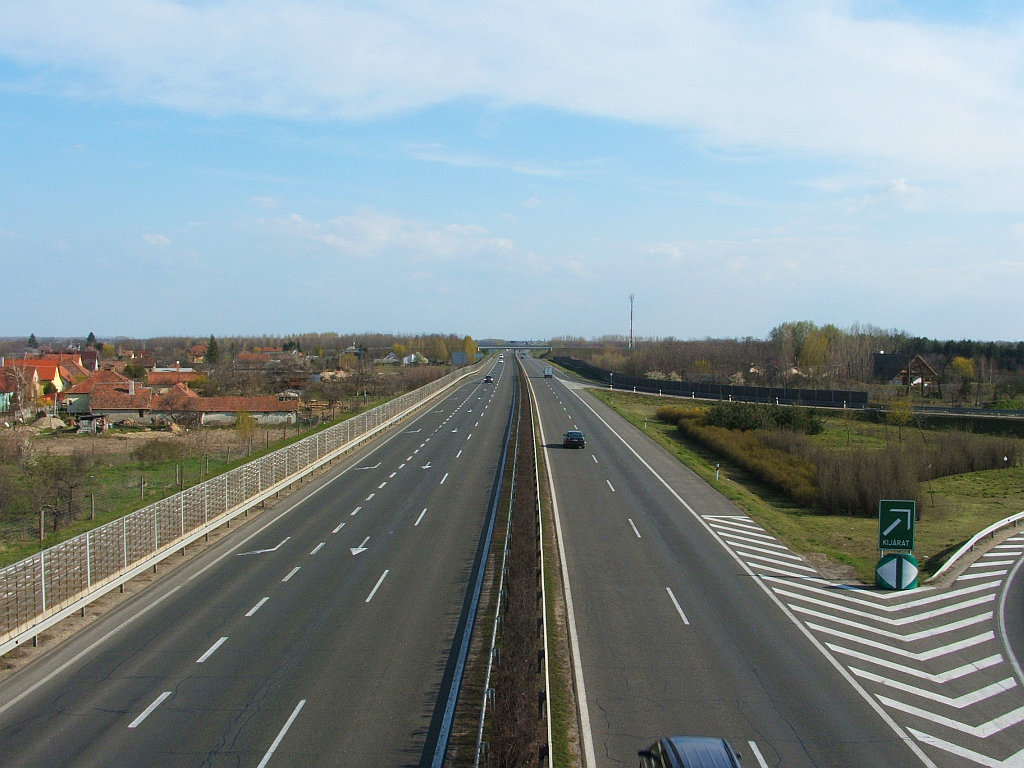
L'autoroute M5 à Kecskemét.

Au fil des siècles, Kecskemét s'est trouvée au carrefour d'importantes routes commerciales. 
Sa route la plus importante est la route principale 5, qui la relie à Budapest, à Szeged et à la frontière entre la Hongrie et la Serbie.
La route principale 5 est concurrencée par l'autoroute M5, qui lui est parallèle mais contourne la ville, et comporte 3 carrefours à proximité de Kecskemét : Kecskemét-Nord, Kecskemét-Ouest et Kecskemét-Sud.
La compagnie de bus Kunság Volán dessert la ville et la région.

### Transport ferroviaire
Desservant la gare de Kecskemét (hu), la ligne de Cegléd à Szeged est toujours considérée comme la ligne ferroviaire la plus importante, tant en termes de trafic de passagers que de marchandises. 
Des lignes vers Lajosmizse, vers Kunszentmárton et vers Fülöpszállás (ligne de Fülöpszállás à Kecskemét) partent également de la ville.
Jusqu'en 2009, notons l'existence du petit train de Kecskemét.

## Sites et monuments

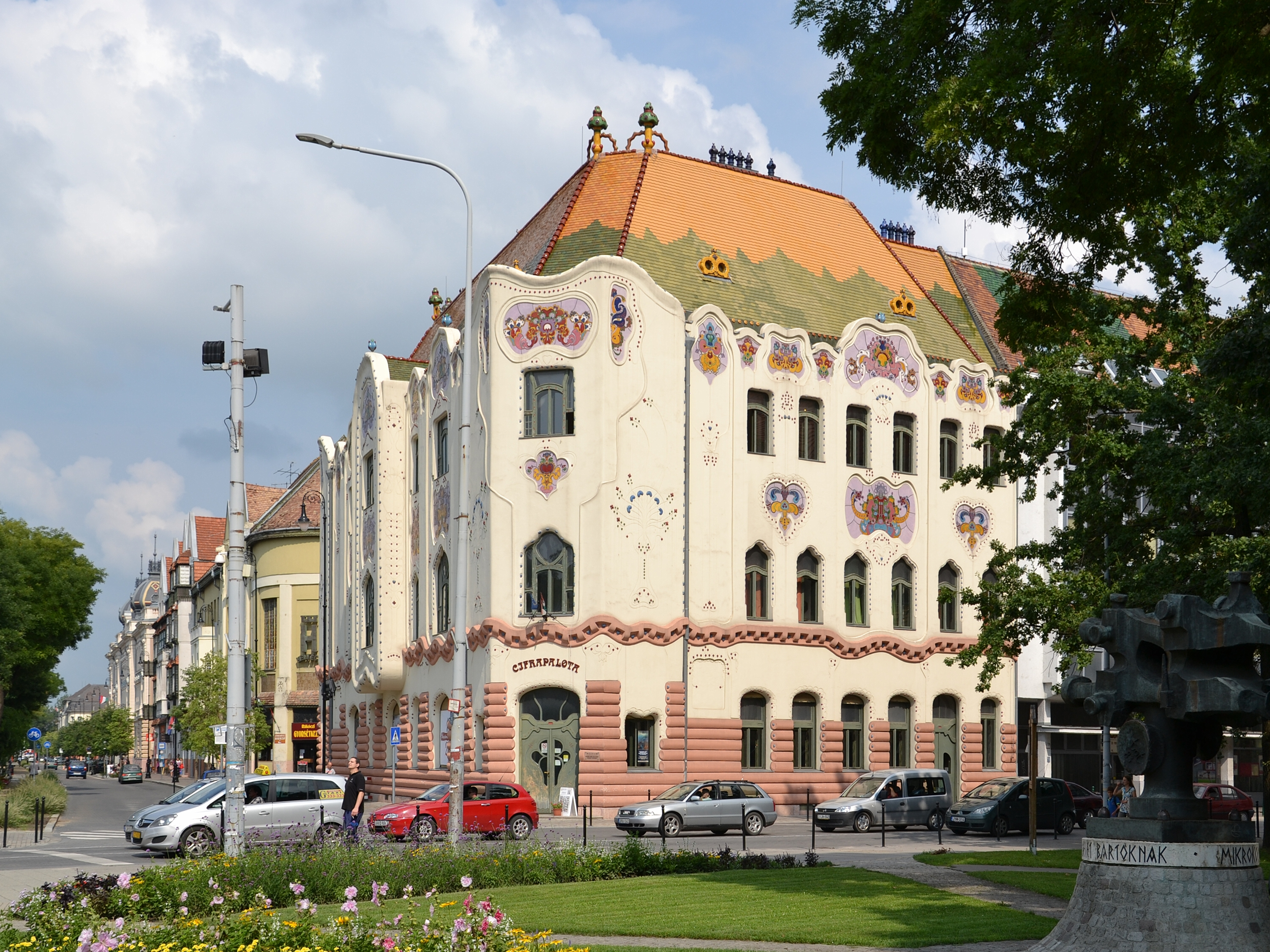
Palais Cifra.
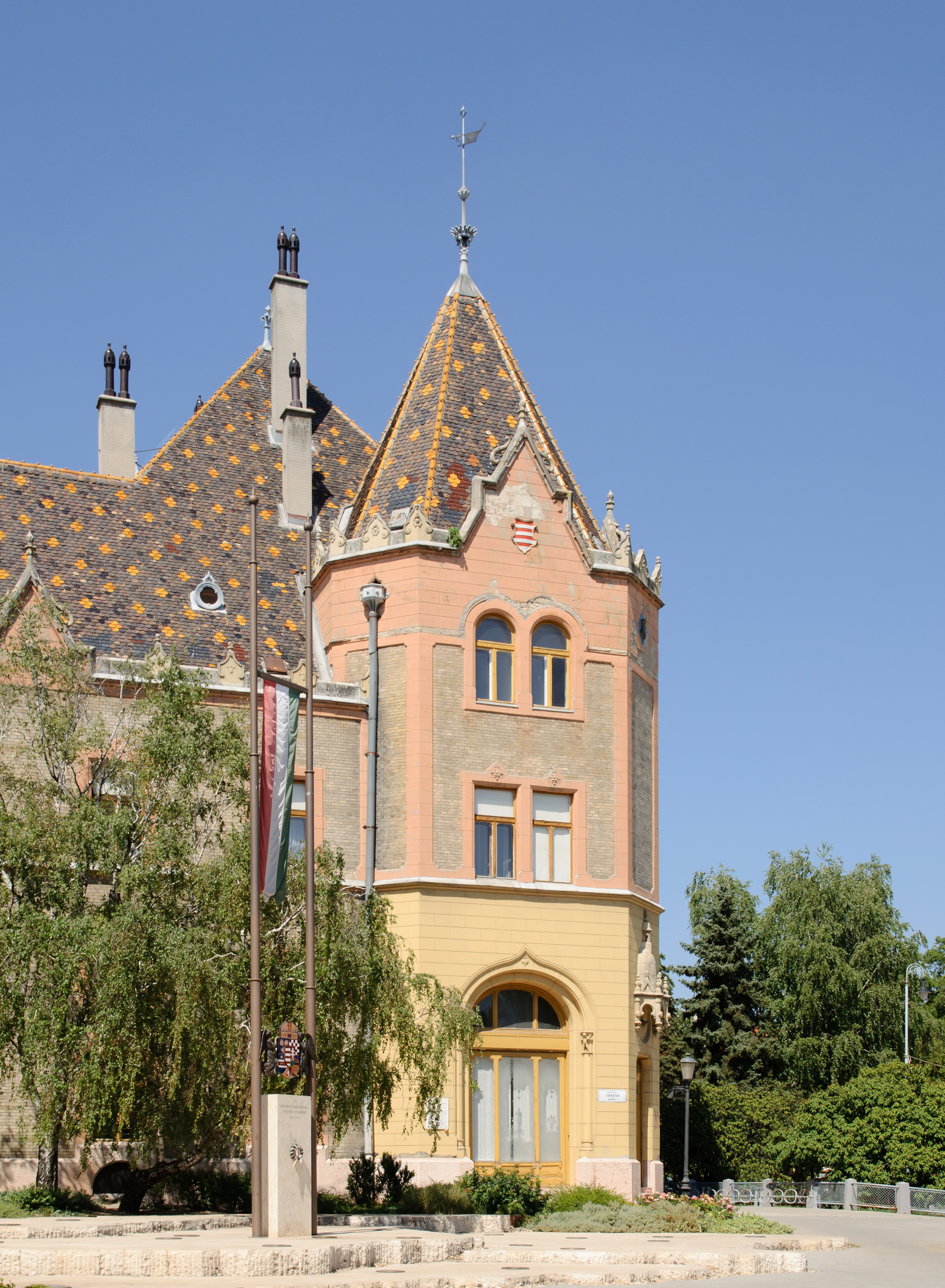
Aile de l'hôtel de ville.
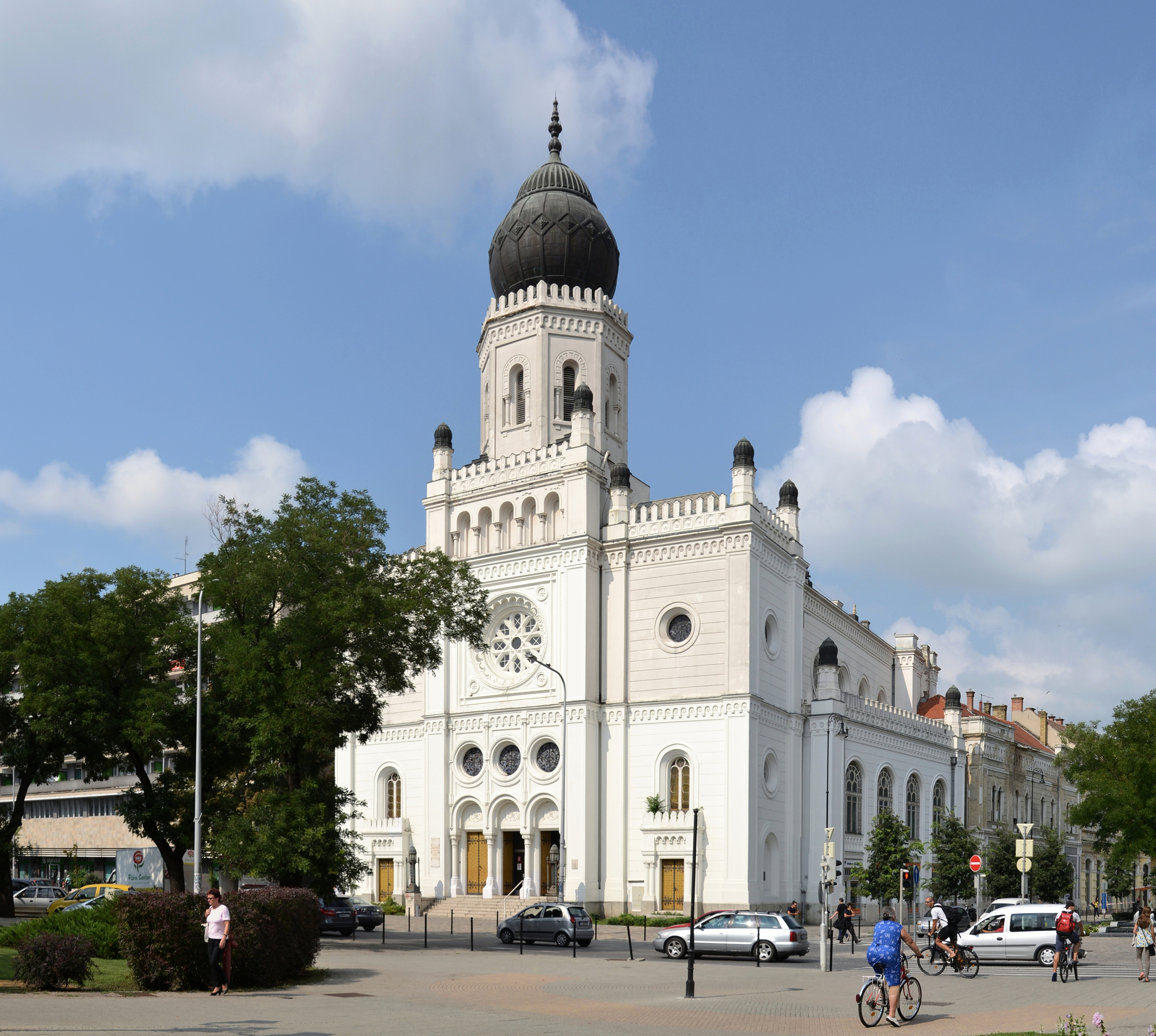
Synagogue.
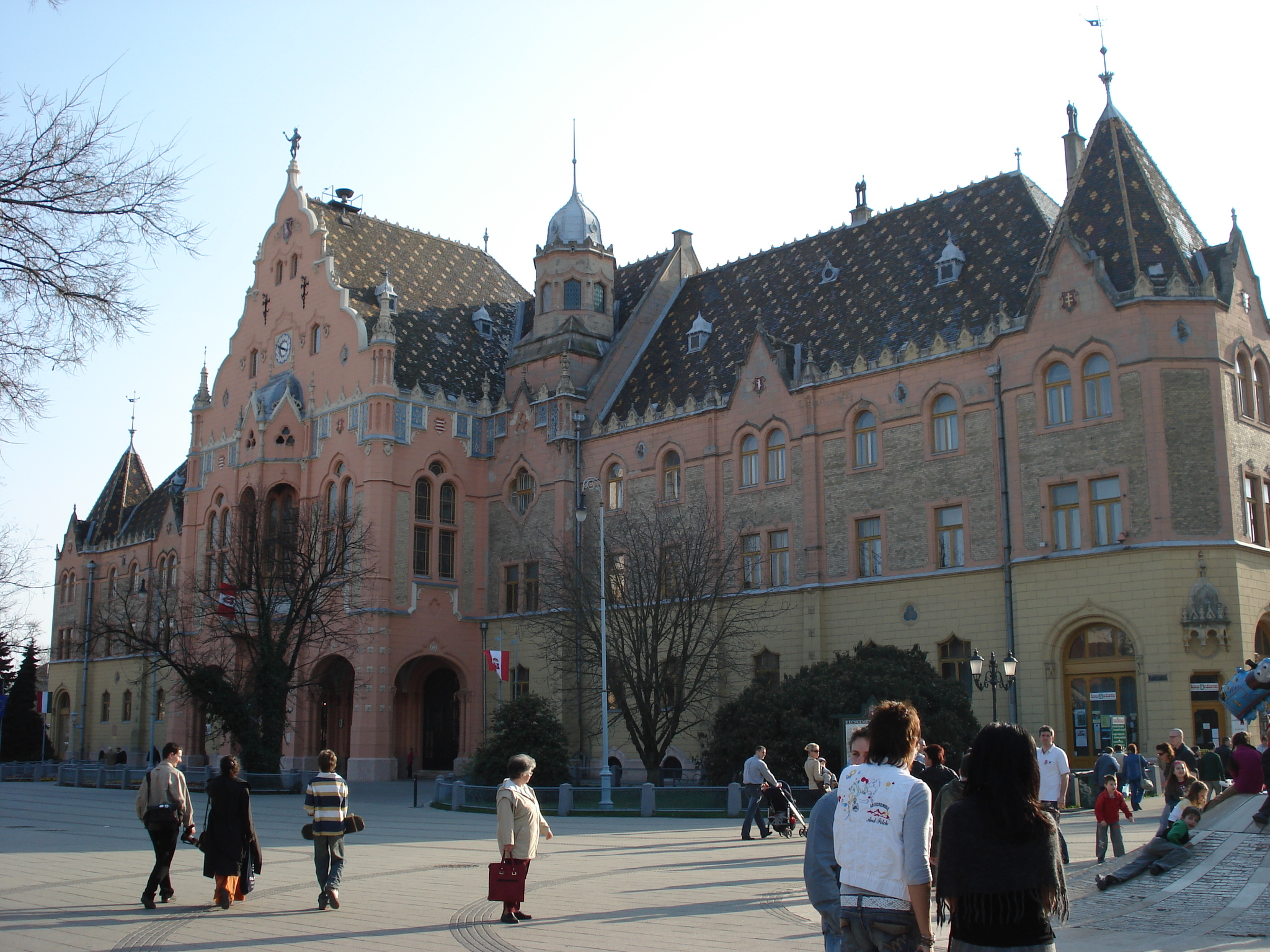
Hôtel de ville.
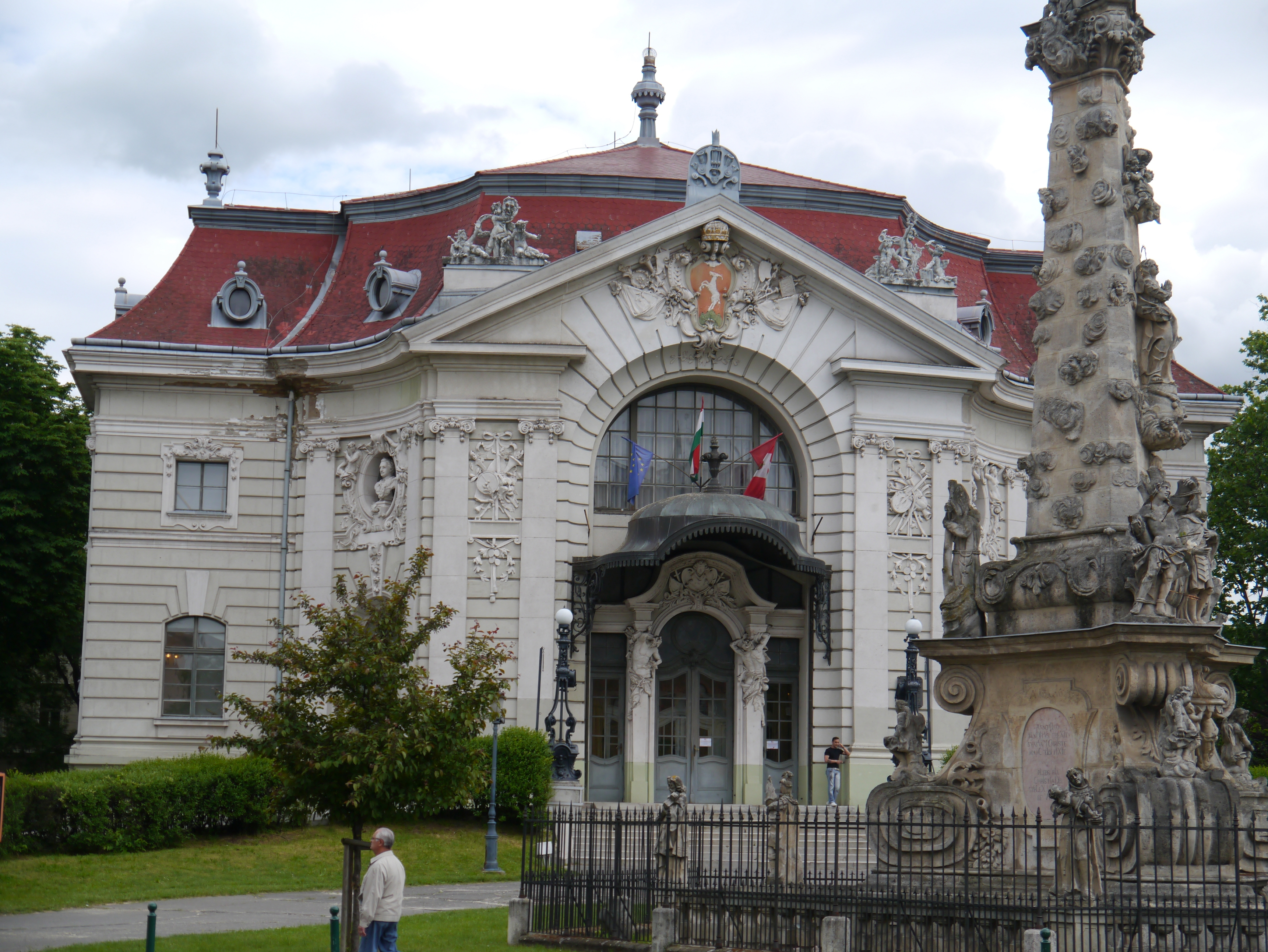
Théâtre.
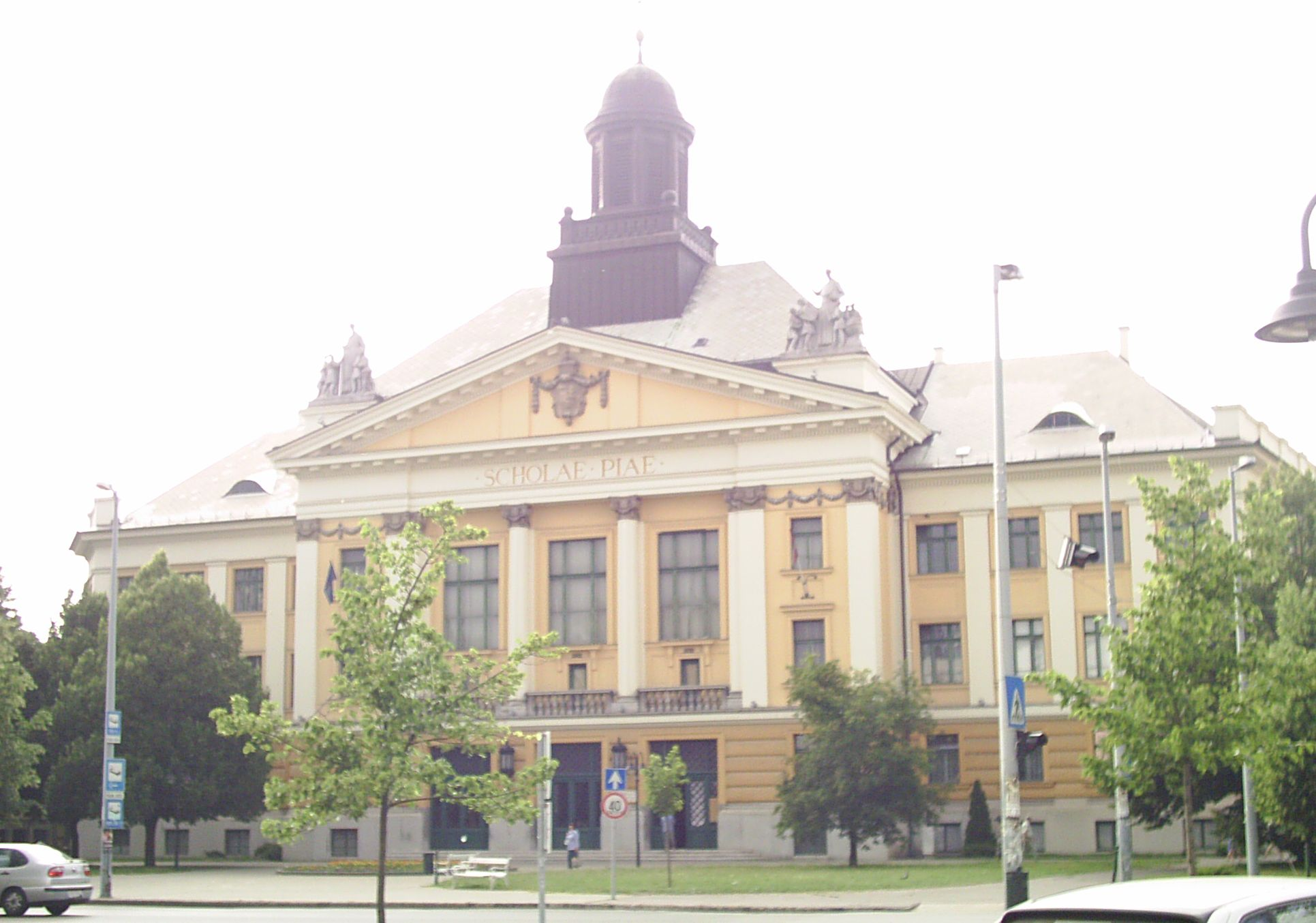
Lycée piariste.

Parmi les monuments notables de la ville, notons :
- le Théâtre József Katona ;
- le Cifrapalota ;
- Hôtel de ville ;
- l'Iparosotthon ;
- le Palais Luther.

## Sport
La ville possède un stade, le stade Széktói.
La viole abrite plusieurs équipes de sports dcollectifs :
- une équipe féminine de handball ;
- un club de volley-ball, le Röplabda Club Kecskeméti ;
- un club de football, le Kecskeméti TE.

## Climat
| Mois                                  | jan.       | fév.       | mars       | avril     | mai       | juin      | jui.      | août      | sep.     | oct.       | nov.       | déc.       | année      |
| ------------------------------------- | ---------- | ---------- | ---------- | --------- | --------- | --------- | --------- | --------- | -------- | ---------- | ---------- | ---------- | ---------- |
| Température minimale moyenne (°C)     | −3,1       | −2,2       | 1,2        | 5,6       | 10,4      | 14,1      | 15,7      | 15,3      | 11       | 6,4        | 2,3        | −1,9       | 6,2        |
| Température moyenne (°C)              | −0,2       | 1,7        | 6,1        | 11,7      | 16,5      | 20,2      | 22        | 21,8      | 16,8     | 11,5       | 5,9        | 0,7        | 11,2       |
| Température maximale moyenne (°C)     | 2,9        | 5,7        | 11,2       | 17,8      | 22,7      | 26,3      | 28,4      | 28,4      | 22,7     | 16,8       | 9,7        | 3,5        | 16,4       |
| Record de froid (°C) date du record   | −24,6 1987 | −22,5 1987 | −15,1 2018 | −7,1 1997 | −2,6 1987 | 4,6 2000  | 2 1980    | 5 1980    | 0,1 1991 | −10,5 1997 | −19,6 1988 | −21,2 1996 | −24,6 1987 |
| Record de chaleur (°C) date du record | 18,6 2002  | 20,5 2021  | 24,8 1989  | 29,8 2012 | 34 1983   | 37,7 2021 | 41,7 2007 | 38,3 2008 | 36 2008  | 28,5 2009  | 22,9 2008  | 18,6 2009  | 41,7 2007  |
| Précipitations (mm)                   | 31,2       | 33,9       | 43,2       | 43,4      | 72,7      | 75,7      | 79,9      | 54,9      | 53,3     | 52,5       | 46         | 42,4       | 629,2      |
| Nombre de jours avec précipitations   | 6,7        | 7          | 6,9        | 7,2       | 10        | 9         | 7,9       | 6,6       | 7,2      | 7,2        | 8,6        | 9          | 93,3       |

## Jumelages
La ville de Kecskemét est jumelée avec :
| Ville | Ville               | Pays | Pays        | Période     |
| ----- | ------------------- | ---- | ----------- | ----------- |
|       | Aomori              |      | Japon       |             |
|       | Arcueil             |      | France      | depuis 1976 |
|       | Berehove            |      | Ukraine     |             |
|       | Coventry            |      | Royaume-Uni | depuis 1962 |
|       | Dornbirn            |      | Autriche    | depuis 1998 |
|       | Galanta             |      | Slovaquie   | depuis 1998 |
|       | Großenhain          |      | Allemagne   |             |
|       | Hyvinkää            |      | Finlande    | depuis 1985 |
|       | Kuşadası            |      | Turquie     |             |
|       | Nahariya            |      | Israël      |             |
|       | Rüsselsheim am Main |      | Allemagne   | depuis 1991 |
|       | Simferopol          |      | Ukraine     | depuis 2006 |
|       | Subotica            |      | Serbie      |             |
|       | Tekirdağ            |      | Turquie     | depuis 2001 |
|       | Târgu Mureș         |      | Roumanie    | depuis 1999 |
|       | Viborg              |      | Danemark    | depuis 1997 |
|       | Wadowice            |      | Pologne     |             |

Kecskemét entretient des accords de partenariat avec :
- Aomori (Japon) depuis 1994
- Shkodër (Albanie) depuis 2002
- Lidköping (Suède) depuis 2003
- Sfântu Gheorghe (Roumanie) depuis 2004
- Wadowice (Pologne) depuis 2007

Kecskemét a également noué des contacts non formels avec :
- Großenhain (Allemagne) depuis 2002
- Novi Sad (Serbie) depuis 2005 avec l'Alliance des Magyars de Voïvodine
- Altaussee (Autriche) depuis 2007

## Personnalités liées à la ville
- Janka Boga (1889-1963), pédagogue et écrivaine, qui a travaillé et est morte à Kecskemét.
- Adolf Fényes (1867-1945), peintre né à Kecskemét.
- Zoltán Kodály (1882-1967), compositeur, ethnomusicologue et pédagogue en musique, est né à Kecskemét. Un institut poursuivant ses recherches y est installé depuis 50 ans.
- Imre Polyák (1932-2010), lutteur, champion olympique, né à Kecskemét.
- Imre Földi (1938-2017) haltérophile hongrois, est né à Kecskemét.